# FRAM

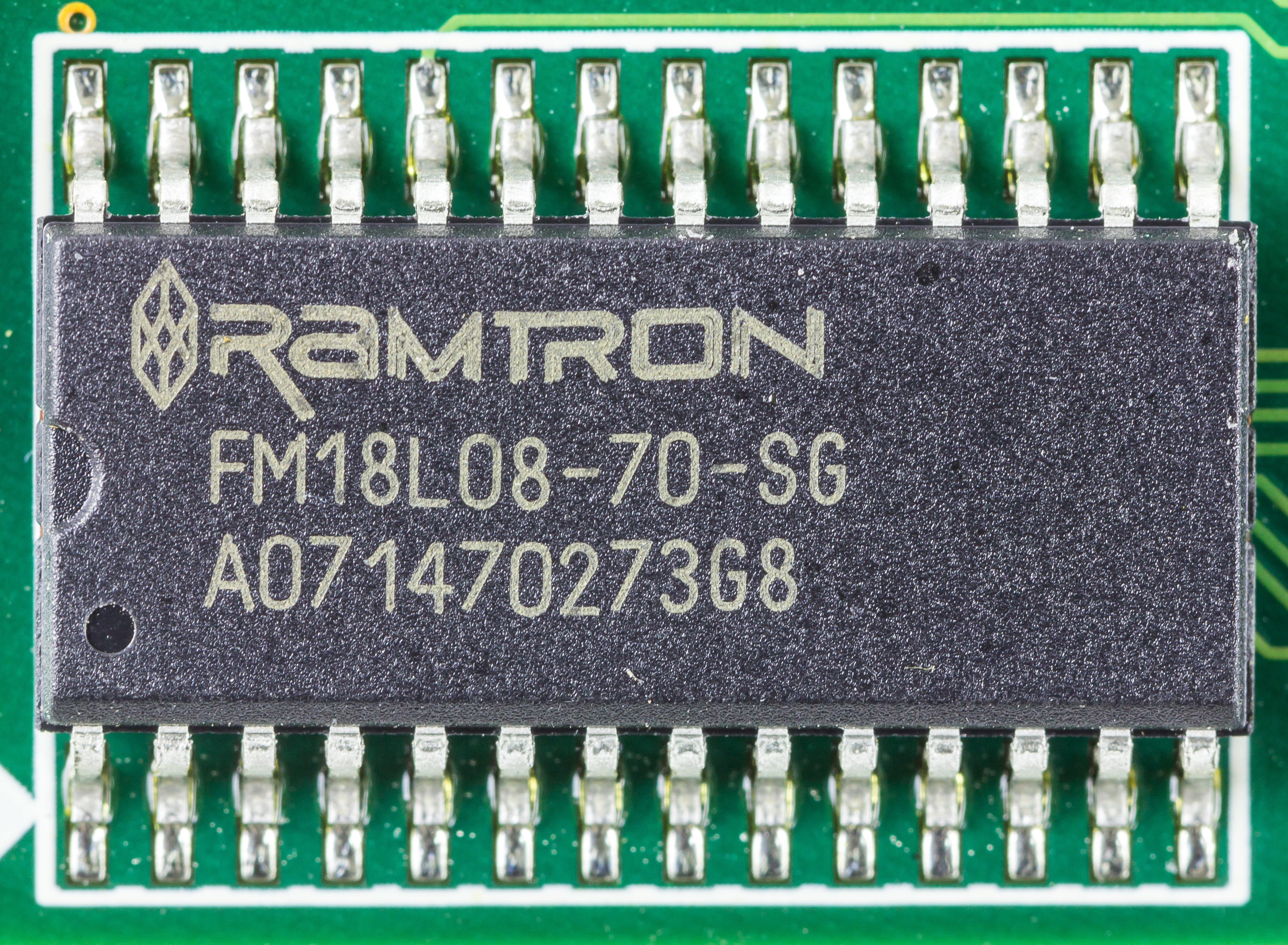
FeRAM

Сегнетоэлектрическая оперативная память (Ferroelectric RAM, FeRAM или FRAM) — оперативная память, по своему устройству схожая с DRAM, использующая слой сегнетоэлектрика вместо диэлектрического слоя для обеспечения энергонезависимости.

## История
Первые сведения об использовании сегнетоэлектриков в цифровых запоминающих устройствах относятся к 1970-м годам. В СССР было опубликовано авторское свидетельство №690564 и выпущены микросхемы сегнетоэлектрической памяти серии 307РВ1. Однако сложности использования, в частности, необходимость в высоких напряжениях, не позволили технологии получить широкое распространение.
Разработка современной технологии FRAM началась в конце 1980-х годов. В 1991 году проводилась работа в Лаборатории реактивного движения NASA по улучшению методов чтения, включая новый метод неразрушающего чтения при помощи импульсов ультрафиолетового излучения.
Значительная часть нынешней технологии FRAM была разработана бесфабричной компанией Ramtron International, специализирующейся в области полупроводниковой промышленности. Одним из главных лицензиатов стала Fujitsu, обладающая, по некоторым оценкам, крупнейшей базой по производству полупроводников, в том числе производственной линией, подходящей для выпуска FRAM. С 1999 года они использовали эту линию для выпуска отдельных чипов FRAM наряду со специализированными чипами (например, чипы для смарт-карт) со встроенной памятью FRAM. Это прекрасно вписывалось в планы Fujitsu по производству устройств, разработанных компанией Ramtron.
Начиная с 2001 года компания Texas Instruments начинает сотрудничество с Ramtron в области разработки тестовых чипов FeRAM по обновленному процессу в 130 нанометров. Осенью 2005 года Ramtron объявила, что им удалось значительно улучшить прототипы 8-мегабитных FRAM-чипов, произведённых с использованием мощностей Texas Instruments. В том же году Fujitsu и Seiko-Epson начали сотрудничество в области разработки 180-нм FRAM-техпроцесса.
Об исследовательских проектах в области FRAM заявили Samsung, Matsushita, Oki, Toshiba, Infineon, Hynix, Symetrix, Кембриджский университет, Торонтский университет и Interuniversity Microelectronics Centre (ИМЕК, Бельгия).

## Вехи

### Основные
1984 год — американская фирма Ramtron (впоследствии куплена Cypress Semiconductor) приступила к разработке технологии производства запоминающих устройств FRAM.
1989 год — введена в эксплуатацию первая фабрика для производства FRAM.
1993 год — первый коммерческий продукт (микросхема FRAM с объёмом ЗУ 4 Kбит) запущена в серийное производство.
1996 год — налажено производство микросхемы FRAM объёмом 16 Kбит.
1998 год — массовое производство FRAM по технологии с топологической нормой 1,0 мкм.
1999 год — массовое производство FRAM по 0,5 мкм технологии, микросхемы FRAM с объёмом памяти 64 Kбит и 256 Kбит.
2000 год — производство микросхем FRAM объёмом 1 Mбит с ячейкой типа 1T1C, начало производства микросхем FRAM с напряжением питания 3 В.
2001 год — введение технологии производства FRAM с топологической нормой 0,35 мкм.

## Описание

Структура FRAM-ячейки

Структура однотранзисторной FRAM-ячейки и её рабочий механизм

Обычная DRAM-память состоит из сетки с маленькими конденсаторами и связанными с ними контактными и сигнальными транзисторами. Каждый элемент хранения информации состоит из одного конденсатора и одного транзистора, подобная схема также называется устройством «1T-1C».
Размеры элемента DRAM определяются напрямую размерностью процесса производства полупроводников, используемого при их производстве. Например, согласно 90-нм процессу, используемому большинством производителей памяти при производстве DDR2 DRAM, размер элемента составляет 0,22 мкм², что включает в себя конденсатор, транзистор, их соединение, а также некоторое количество пустого пространства между различными частями — как правило, элементы занимают 35 % пространства, оставляя оставшиеся 65 % в качестве пустого пространства.
Данные в DRAM хранятся в виде наличия или отсутствия электрического заряда на конденсаторе, причём отсутствие заряда обозначается как «0». Запись производится путём активации соответствующего управляющего транзистора, позволяющего заряду «стечь» для запоминания «0», или, наоборот, пропустить заряд в ячейку, что будет обозначать «1». Считывание происходит весьма схожим образом: транзистор вновь активируется, стекание заряда анализируется усилителем считывания. Если импульс заряда отмечается усилителем, то ячейка содержала заряд и таким образом считывается «1», отсутствие подобного импульса означает «0». Необходимо отметить, что этот процесс деструктивен, то есть ячейка считывается один раз; если она содержала «1», то должна быть перезаряжена для продолжения хранения этого значения. Так как ячейка теряет свой заряд через некоторое время из-за утечек, то через определённые промежутки времени требуется регенерация её содержимого.
Ячейка типа 1T-1C, разработанная для FRAM, схожа по своему устройству с обоими типами ячеек, широко используемыми в DRAM-памяти, включая структуру состоящую из одного конденсатора и одного транзистора. В конденсаторе DRAM-ячейки используется линейный диэлектрик, тогда как в конденсаторе FRAM-ячейки применяется диэлектрическая структура, включающая в себя сегнетоэлектрик (обычно его роль играет пьезокерамика на основе цирконат-титаната свинца (PZT)).
Сегнетоэлектрик обладает нелинейной связью между приложенным электрическим полем и хранимым зарядом. В частности, сегнетоэлектрическая характеристика имеет вид петли гистерезиса, которая, в общих чертах, очень схожа с петлёй гистерезиса ферромагнитных материалов. Диэлектрическая константа сегнетоэлектрика, как правило, значительно выше чем у линейного диэлектрика вследствие эффекта полупостоянных электрических диполей, формируемых в кристаллической структуре сегнетоэлектрического материала. Когда внешнее электрическое поле проникает через диэлектрик, диполи выравниваются по направлению прикладываемого поля, приводя к небольшим смещениям позиций атомов и смещениям прохождения электрического заряда в кристаллической структуре. После удаления заряда диполи сохраняют своё состояние поляризации. Обычно двоичные «0» и «1» хранятся в виде одной из двух возможных электрических поляризаций в каждой ячейке хранения данных. Например, под «1» понимается отрицательный остаток поляризации «-Pr», а под «0» — положительный остаток поляризации «+Pr».
Функционально FRAM похожа на DRAM. Запись происходит путём проникновения поля через сегнетоэлектрический слой при заряжании электродов, принуждая атомы внутри принимать ориентацию вверх или вниз (в зависимости от полярности заряда), за счёт чего запоминается «1» или «0». Однако принцип чтения отличается от реализации в DRAM. Транзистор переводит ячейку в особое состояние, сообщая «0». Если ячейка уже содержит «0», то на линиях вывода ничего не произойдет. Если ячейка содержала «1», то переориентация атомов в прослойке приведёт к короткому импульсу на выходе, так как они вытолкнут электроны из металла на «нижней» стороне. Наличие этого импульса будет означать, что ячейка хранит «1». Так как процесс перезаписывает содержимое ячейки, то чтение из FRAM — деструктивный процесс, и требует регенерации данных в ячейке в случае их изменения в ходе считывания.
Функционирование FRAM весьма напоминает память на магнитных сердечниках — один из первых видов компьютерной памяти в 1960-х гг. Кроме того, сегнетоэлектрический эффект, используемый в FRAM, был открыт в 1920 году. Но теперь FeRAM требует намного меньше энергии для изменения состояния полярности (направления), причём выполняет это гораздо быстрее.

## Сравнение с другими системами
Среди преимуществ FRAM перед флэш-памятью:
- низкое энергопотребление;
- быстрая запись информации;
- существенно увеличенное максимальное число (превышающее 1014 для устройств, рассчитанных на 3,3 В) циклов перезаписи.

К недостаткам FRAM относят:
- гораздо более низкую плотность размещения информации;
- ограниченную ёмкость накопителей;
- более высокую стоимость.

Ячейки флэш-памяти могут хранить несколько битов на ячейку (на данный момент 3 при высшей плотности для флэш-чипов типа NAND), причём количество бит на флэш-ячейку планируется увеличить до 4 или даже 8 благодаря новым технологиям в области создания флэш-ячеек. Диапазон плотности бит флэш-памяти, как следствие, значительно больше, чем у FRAM, и таким образом, стоимость бита флэш-памяти ниже.

### Главным определяющим фактором стоимости подсистемы памяти является плотность размещения компонентов. Уменьшение компонентов (или их количества) означает, что большее количество ячеек может уместиться в одном чипе, что, в свою очередь, означает, что за один раз из одной кремниевой пластины может быть произведено больше чипов памяти или эти чипы будут более ёмкими. Это повышаетдоход, что напрямую отражается настоимости.
Ограничение снизу в этом процессе масштабирования — один из ключевых пунктов сравнения, что характерно для всех технологий вообще, масштабируемых до наименьших размеров ячейки и упирающихся в этот предел, что не позволяет им дальше дешеветь. FRAM и DRAM схожи по своей конструкции, причём даже могут быть произведены на схожих линиях при схожих размерах. В обоих случаях нижний предел определяется величиной заряда, необходимой триггеру усилителя считывания. Для DRAM это превращается в проблему при 55 нанометрах, так как при таком размере величина заряда, хранимого конденсатором, становится слишком маленькой для обнаружения. Пока неизвестно, может ли FRAM быть уменьшена до аналогичного размера, так как плотность заряда на PZT-слое может не быть такой же, как и у металлических электродов в обычном конденсаторе.
Дополнительным ограничением по размеру является то, что материал теряет сегнетоэлектрические свойства при сильном уменьшении размеров (этот эффект связан с «деполяризационным полем» сегнетоэлектрика). На данный момент ведутся исследования, посвящённые проблеме стабилизации сегнетоэлектрических материалов; одним из решений, например, является использование молекулярных адсорбатов.
В настоящее время коммерческие решения FRAM производятся по 350- и 130-наном процессам. Ранние модели требовали сдвоенные FRAM-ячеек для хранения одного бита, что являлось причиной очень низкой плотности, но это ограничение впоследствии было преодолено.

### Энергопотребление
Ключевым преимуществом FRAM перед DRAM является то, что происходит между циклами чтения и записи. В DRAM расположенный на металлических электродах заряд утекает через изоляционный слой и управляющий транзистор, в результате чего исчезает совсем. Также в DRAM для хранения данных дольше нескольких миллисекунд каждая ячейка должна периодически считываться и перезаписываться, что получило название «регенерации». Каждая ячейка должна обновляться множество раз в секунду (раз в ~65 милисекунд), что требует постоянного источника питания.
В отличие от DRAM, FRAM требует питания только при реальном считывании или записи в ячейку. Значительная часть энергии, используемой DRAM, тратится на регенерацию, поэтому результаты измерений, на которые ссылаются разработчики TTR-MRAM, здесь также вполне уместны, свидетельствуя об энергопотреблении на 99 % ниже по сравнению с DRAM.
Ещё одним типом энергонезависимой памяти является флэш-память, которая, как и FRAM, не требует процесса регенерации. Флэш-память работает путём выталкивания электронов через высококачественный изолирующий барьер, где они улавливаются одним из концов транзистора. Этот процесс требует высокое напряжение, которое обеспечивается генератором подкачки заряда. Это означает, что FeRAM по своему устройству потребляет меньше питания, чем флэш-память, по крайней мере, при записи, так как энергопотребление для записи в FRAM лишь немного выше, чем при чтении. Для устройств, для которых характерно в основном чтение, различия будут и вовсе несущественными, но для устройств с более сбалансированным уровнем чтения/записи разница может быть гораздо значительнее.

### Производительность
Производительность DRAM ограничена уровнем, при котором текущий заряд, хранимый в ячейках, может быть «слит» (при чтении) или «накачан» (при записи). В общем случае это ограничивается возможностями управляющих транзисторов, ёмкостью линий, подающих питание на ячейки, а также создаваемой температурой.
FRAM основывается на физическом перемещении атомов при воздействии внешнего поля, что происходит чрезвычайно быстро, занимая примерно 1 наносекунда. В теории это означает, что FRAM может быть быстрее DRAM. Однако из-за того, что питание должно подаваться в ячейку при чтении и записи, различные задержки, связанные с подачей питания и переключениями, снизят производительность до сравнимого с DRAM уровня. По этой причине можно говорить о том, что FRAM требует меньший уровень заряда, чем DRAM, так как чипы DRAM нуждаются в удержании заряда, тогда как FRAM будет перезаписан, прежде чем заряд будет слит. То есть существует задержка при записи из-за того, что заряд должен пройти через управляющий транзистор, что накладывает свои ограничения.
В сравнении с флэш-памятью преимущества более очевидны. В то время как операции чтения схожи по производительности, для записи используется подкачка заряда, требуя значительное время для «настройки», а аналогичный процесс в FRAM это не требует. Флэш-памяти в общем случае требуется примерно 1 милисекунда для записи бита, тогда как даже нынешние чипы FRAM требуют в 100 раз меньшего времени.
С теоретической производительностью FeRAM не всё ясно. Существующие 350 нм образцы обладают временем чтения порядка 50—60 нс. Хотя по скорости они сопоставимы с современными чипами DRAM, среди которых можно найти экземпляры с показателями порядка 2 нс, распространённые 350 нм чипы DRAM работают с временем чтения порядка 35 нс, поэтому производительность FeRAM выглядит сравнимой при аналогичном процессе производства.

## Продвижение
В 2005 году продажи полупроводников по всему миру составили 235 млрд долларов (согласно оценке Gartner). За 2005 год продажи Ramtron International, вероятно, крупнейшего поставщика FeRAM-памяти, составили 32,7 млн долл.
В 2007 году чипы FeRAM производились по 350 нм нормам на фабриках Fujitsu и 130 нм нормам на фабриках Texas Instruments, в то время как флэш-память производится с использованием полупроводников Samsung уже с 30 нм технормами. Флэш-память на данный момент является доминирующей технологией энергонезависимой памяти (NVRAM), и, по всей видимости, такая ситуация будет сохраняться, по крайней мере, до конца десятилетия. Существенно более значительные продажи флэш-памяти, сравнимой с альтернативными чипами NVRAM, обеспечивают значительно большие исследования и разработки.
Осенью 2008 года Ramtron International выпустила первую микросхему FM28V100 объёмом 1 Мбит, положившую начало семейству V-Family.
В конце июля 2009 года компания объявила о выходе новой микросхемы памяти FM28V020 объёмом 256 Кбит (логическая организация 32Kx8) семейства V-Family с параллельным интерфейсом и шириной шины данных равной одному байту. Для упаковки выбран стандартный корпус типа SOIC-28; диапазон рабочих температур от −40 °C до +85 °C.
В начале 2011 года Ramtron International представлен ещё ряд микросхем с последовательным интерфейсом: FM24W256, FM25W256 - 256 Кбит - 2,35 $ за шт. в партии от 10 000 шт.; и параллельным интерфейсом: FM16W08 - 64 Кбит - 1,96 $, FM18W08 - 256 Кбит - 3,48 $. Представленное новое семейство W-Family характеризуется на 25 — 50 % меньшим током в активном режиме и 20-кратным сокращением времени инициализации.
Летом 2011 года Texas Instruments выпустила вариант микроконтроллера MSP430 с FRAM-памятью вместо Flash.
В октябре 2012 года компания Fujitsu Semiconductor Europe (FSEU) представила микросхему MB85RC256V ёмкостью 256 Кбит. Гарантированная длительность хранения данных - 10 лет при температуре 85 °C, количество циклов чтения/записи - 1 триллион.
FeRAM продолжает занимать чрезвычайно малую долю общего рынка полупроводников.

## Перспективы
Плотность FRAM может быть поднята за счёт улучшения технологии процесса производства FRAM и структуры ячеек, например благодаря разработке структур вертикальных конденсаторов (по аналогии с DRAM) для уменьшения области воздействия на ячейку. Однако уменьшение размеров ячейки может привести к тому, что заряд, хранящий данные, станет слишком слабым для обнаружения. В 2005 году Ramtron объявила о значительных продажах продуктов FeRAM в различных секторах рынка, включая (но не ограничиваясь) областями электронных измерений, транспортного оборудования (чёрные ящики и «умные» подушки безопасности), оборудования для бизнеса и офиса (принтеры и RAID-контроллеры), измерительных приборов, медицинского оборудования, промышленных микроконтроллеров, а также RFID-чипов. Другие существующие чипы NVRAM, как, например, MRAM, могут занять своё место в схожих нишах рынка, конкурируя с FeRAM.
Существует возможность внедрять ячейки FRAM, используя два дополнительных масочных шага, при производстве обычных КМОП-полупроводников. Флэш-память обычно требует девять масок. Это делает возможным, например, интеграцию FeRAM в микроконтроллеры, где более простой процесс снизит стоимость. Однако материалы, используемые при производстве чипов FeRAM, не являются широко используемыми в производстве КМОП-цепей. Как и PZT сегнетоэлектрический слой, так и благородные материалы, используемые при производстве электродов, вызывают в КМОП процесс окисления и взаимной порчи.